# Alberto Insúa
Alberto Álvarez Insúa (* 1885 in Havanna; † 1963 in Madrid) war ein spanischer Schriftsteller.

## Leben
Insúa war der Sohn von Waldo Álvarez Insúa, dem Gründer der galicischen Zeitung „El eco de Galicia“.
1898 verließ Insúas Familie aufgrund des Spanisch-Amerikanischen Krieges die spanische Kolonie Kuba und ließ sich bei Madrid nieder. Ungefähr ab 1905 begann Insúa für verschiedene Zeitungen bzw. Zeitschriften zu schreiben, für „El País“, „El imparcial“, „Blanco y Negro“, „La esfera y nuevo mundo“ und andere. Während des Ersten Weltkriegs war er als Kriegsberichterstatter für „Diario ABC“ in Paris. Seine Erlebnisse dort in dieser Zeit inspirierten ihn auch zu seinem Roman De un mundo a otro.
Insúa starb 1963 in Madrid und fand dort auch seine letzte Ruhestätte.

## Werke (Auswahl)
- El amante invisible. 1930.
- El barco embrujado. 1929.
- El corazón burlado. 1953.
- La culpa ajena. 1916.
- Humor, dolor, placer. Neuaufl. Castali, Madrid 1999, ISBN 84-7039-826-1 (Clásicos madrileños; 20).
- Una mano suave. Comedia. Madrid 1929 (zusammen mit Tomás Borrás).
- Mi tiempo y yo. 1952/59 (3 Bde., Memoiren)
- La mujer, el torero y el toro. 1926.
- De un mundo a otro. 1916.
- El negro que tenía el alma blanca. Castalia, Madrid 1998, ISBN 84-7039-787-7 (Clásicos Castalia; 236).
- Nieves en Buenos Aires. 1955.

| Personendaten    | Personendaten                            |
| ---------------- | ---------------------------------------- |
| NAME             | Insúa, Alberto                           |
| ALTERNATIVNAMEN  | Insúa, Alberto Álvarez (wirklicher Name) |
| KURZBESCHREIBUNG | spanischer Schriftsteller                |
| GEBURTSDATUM     | 1885                                     |
| GEBURTSORT       | Havanna                                  |
| STERBEDATUM      | 1963                                     |
| STERBEORT        | Madrid                                   |